# Pedro II da Iugoslávia
Pedro II Karađorđević (em sérvio:  Петар II Карађорђевић, romanizado: Petar II Karađorđević; 6 de setembro de 1923 – 3 de novembro de 1970) foi o último Rei da Iugoslávia, reinando de outubro de 1934 até ser deposto em novembro de 1945. Foi o último membro reinante da Dinastia Karađorđević.
Filho mais velho do rei Alexandre I e de Maria da Romênia, Pedro ascendeu ao trono iugoslavo em 1934, aos 11 anos, depois que seu pai foi assassinado durante uma visita de estado à França. Uma regência foi estabelecida sob seu primo, o Príncipe Paulo. Depois que Paulo declarou a adesão da Iugoslávia ao Pacto Tripartite no final de março de 1941, um golpe de estado pró-britânico depôs o regente e declarou Pedro maior de idade.
Em resposta, as Potências do Eixo invadiram a Iugoslávia dez dias depois e rapidamente invadiram o país, forçando o rei e seus ministros ao exílio. Um governo no exílio foi criado em junho de 1941, após a chegada de Pedro a Londres. Em março de 1944, casou-se com a Princesa Alexandra da Grécia e Dinamarca. Seu único filho, Alexandre, nasceu um ano depois. Em novembro de 1945, a Assembleia Constituinte Iugoslava depôs formalmente Pedro e proclamou a Iugoslávia uma república.
Pedro se estabeleceu nos Estados Unidos após seu depoimento. Sofrendo de depressão e alcoolismo mais tarde na vida, ele morreu de cirrose em novembro de 1970, aos 47 anos. Seus restos mortais foram enterrados na Igreja e Mosteiro Ortodoxo Sérvio de São Sava em Libertyville, Illinois, antes de serem transferidos para o Mausoléu Real de Oplenac em 2013.

## Biografia
Pedro II nasceu em 6 de setembro de 1923 em Belgrado, no Reino dos Sérvios, Croatas e Eslovenos. Ele era o filho mais velho de Alexandre I da Iugoslávia e de Maria da Romênia. Seus padrinhos foram a Rainha Isabel da Grécia, o Rei Fernando da Romênia e o Rei Jorge V do Reino Unido, de quem seu filho, o Duque de Iorque, foi procurador.
O príncipe Pedro foi inicialmente ensinado no Palácio Real de Belgrado, antes de frequentar a Sandroyd School e depois em Cobham, Surrey, onde hoje fica a Reed's School. Quando tinha 11 anos, o Príncipe Pedro sucedeu ao trono iugoslavo em 9 de outubro de 1934, após o assassinato de seu pai em Marselha, durante uma visita de Estado à França. Tendo em vista a juventude do novo monarca, foi criada uma regência sob o comando do primo de seu pai, o  Príncipe Paulo.

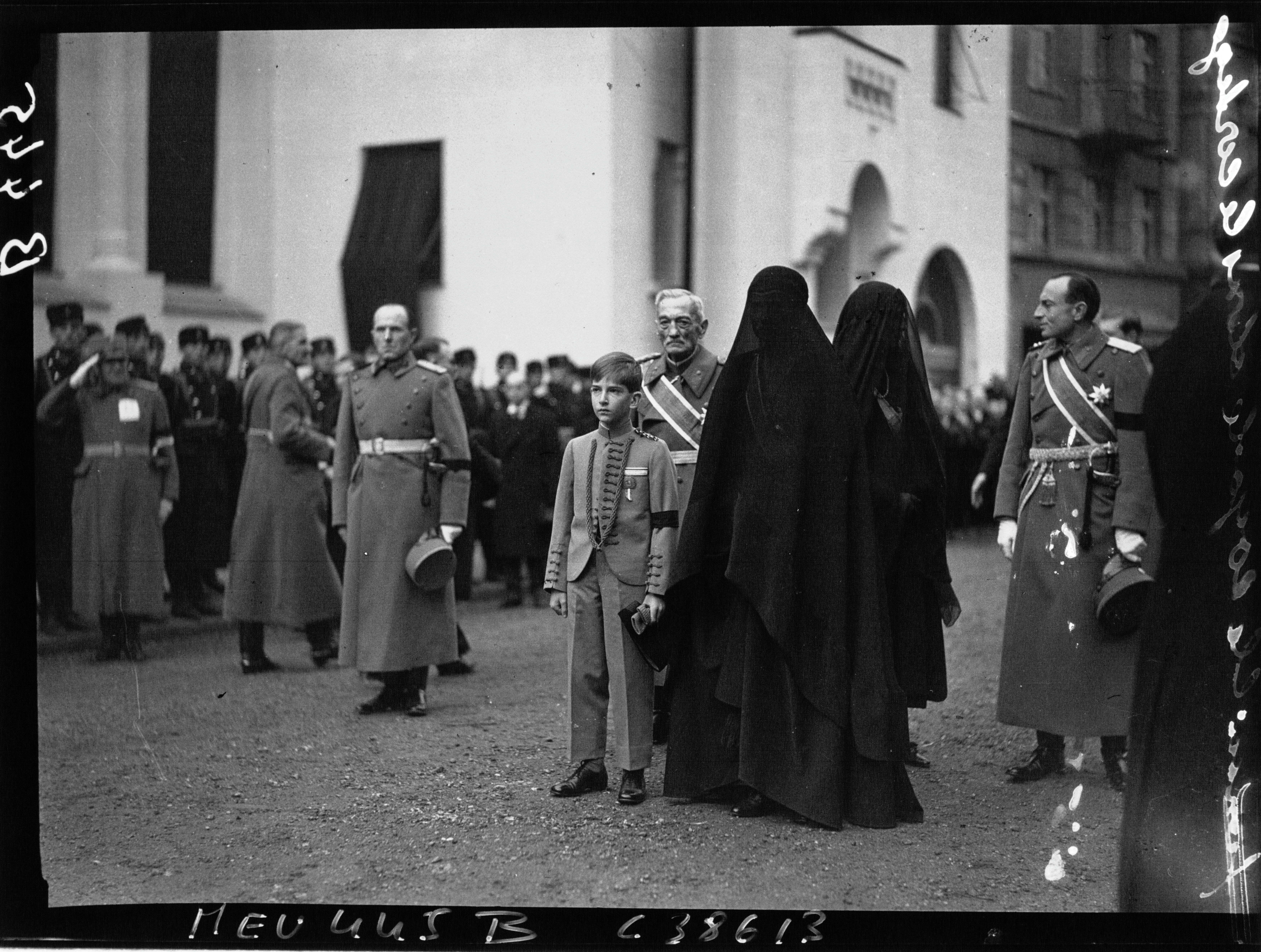
O rei Pedro II, de 11 anos, a rainha viúva Maria e o príncipe Paulo (à direita) no funeral do rei Alexandre em 1934 em Belgrado

O príncipe regente Paulo considerou que não deveria mudar o reino da forma como o rei Alexandre o havia deixado para que seu filho pudesse tomar posse dele inalterado quando completasse 18 anos em setembro de 1941, e resistiu a quaisquer tentativas de revisão da constituição de 1931.  Em 20 de agosto de 1939, Paulo permitiu que o primeiro-ministro, Dragiša Cvetković, assinasse um acordo com Vladko Maček, o líder do Partido Camponês Croata, que criou uma nova Banovina da Croácia com autonomia substancial e um tamanho muito maior, cobrindo grande parte do que é agora a Bósnia e Herzegovina e satisfaz, pelo menos em parte, as exigências de longa data dos croatas. 
O acordo foi muito impopular entre os sérvios, especialmente quando surgiram relatos de que os sérvios prečani estavam a ser discriminados pelas autoridades da banovina autónoma.  A tensa situação internacional de Agosto de 1939, com a Crise de Danzig a empurrar a Europa para a beira da guerra, significava que Paulo queria resolver uma das disputas internas mais debilitantes, a fim de tornar a Jugoslávia mais capaz de sobreviver à tempestade que se aproximava. 
O acordo veio ao custo de Paulo e Cvetković serem condenados pela opinião pública sérvia por "se venderem" aos croatas, tanto mais que muitos croatas deixaram claro que viam a banovina da Croácia apenas como um trampolim para a independência.  A impopularidade do acordo e do governo Cvetković foi uma das razões para o golpe de estado de 27 de março de 1941, já que muitos sérvios acreditavam que Pedro, filho do rei Alexandre, continuaria com as políticas centralizadoras de seu pai quando atingisse a maioridade. 

## Segunda Guerra Mundial

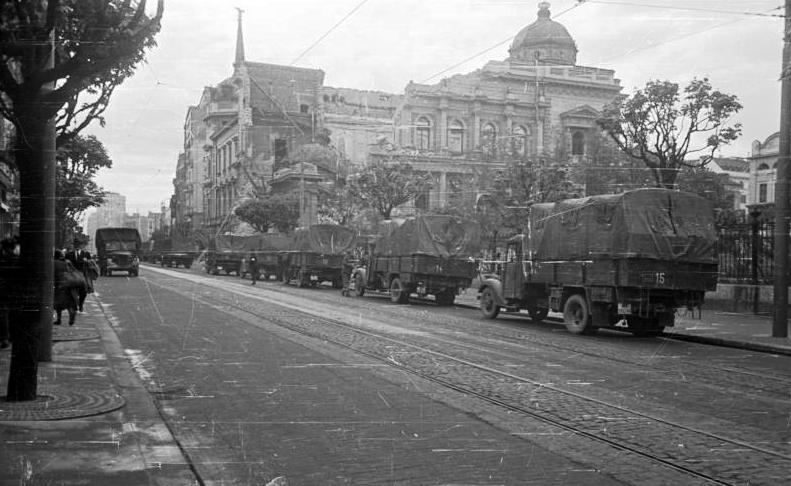
O Palácio Real danificado em Belgrado durante a invasão alemã e italiana da Iugoslávia em abril de 1941. Um dos principais alvos durante a primeira onda de bombardeios da Luftwaffe em Belgrado, em 6 de abril de 1941, foram os palácios reais no centro da cidade.

O Príncipe Regente Paulo declarou que o reino da Iugoslávia se juntaria ao Pacto Tripartite em 25 de março de 1941. Dois dias depois, o rei Pedro, aos 17 anos, foi proclamado maior de idade após um golpe de estado pró-britânico. O golpe inicialmente incruento foi liderado pelo General Dušan Simović em 27 de março de 1941 em nome de Pedro. Enquanto o general Simović conduzia os seus homens em direção ao Complexo Real, que estava cercado por guardas leais ao regente, Pedro desceu por um cano de esgoto para cumprimentar os rebeldes.
Quando os guardas do regente se renderam sem lutar, Simović chegou para dizer a Pedro: "Vossa Majestade, saúdo-o como Rei da Jugoslávia. A partir deste momento exercerá todo o seu poder soberano". O golpe foi muito popular em Belgrado e Pedro foi bem recebido pela multidão.  As pessoas que vieram a Belgrado para mostrar o seu apoio ao golpe tinham um carácter muito pró-Aliados, muitos dos manifestantes agitavam bandeiras britânicas e francesas.  As multidões em Belgrado aplaudiram Pedro descontroladamente enquanto o rei de 17 anos conduzia o seu carro pelas ruas sem os seus guarda-costas para ser saudado pelos seus súbditos.
O novo governo em que Pedro empossou em 27 de março de 1941 foi chefiado pelo General Simović e composto por membros do Partido Radical do Povo, do Partido Camponês Croata, do Partido Democrático, dos Democratas Independentes Croatas, do Partido Popular Esloveno, da Organização Muçulmana Iugoslava, do Partido Agrário e Partido Nacional Iugoslavo.  Com exceção da Aliança Radical Iugoslava e dos banidos Partido Comunista Iugoslavo e Ustaše, todos os principais partidos políticos estavam representados no novo governo. 
Adiando a Operação Barbarossa, a Alemanha Nazista atacou simultaneamente a Iugoslávia e a Grécia em 6 de abril de 1941, Domingo de Páscoa Ortodoxo. A Luftwaffe bombardeou Belgrado, matando entre 3.000 e 4.000 pessoas.  No espaço de uma semana, a Alemanha, a Bulgária, a Hungria e a Itália invadiram a Iugoslávia e o governo foi forçado a render-se em 17 de Abril. Partes da Iugoslávia foram anexadas pela Itália, Bulgária, Hungria e Alemanha. As partes restantes eram governadas por dois governos fantoches controlados pelos alemães, o Estado Independente da Croácia e o Governo Sérvio de Salvação Nacional.
Pedro deixou o país com os ministros do Governo Real Iugoslavo após a invasão do Eixo. Inicialmente, o rei jugoslavo e os seus ministros do governo foram para a Grécia, onde reabasteceram num campo de aviação britânico na Grécia rural, onde os habitantes locais a princípio não acreditaram que ele fosse o rei da Jugoslávia. Eles então foram para Jerusalém governada pelos britânicos, no Mandato Britânico da Palestina, e para o Cairo, no Egito. Em Atenas, em 16 de abril de 1941, Pedro emitiu um comunicado à imprensa dizendo que lutaria até a vitória antes de fugir da Grécia. 
Em Jerusalém, em 4 de maio de 1941, Pedro afirmou num comunicado à imprensa o acordo Cvetković-Maček de 23 de agosto de 1939, que transformou a Iugoslávia em uma semi-federação como base do sistema político do pós-guerra que ele planejava introduzir quando sua nação fosse liberado.  Dos 22 homens que Pedro empossou como ministros em 27 de março de 1941, dois foram mortos durante a invasão alemã e outros cinco optaram por não se exilar. 
Džafer Kulenović, da Organização Muçulmana Iugoslava, mudou de lado e passou para o lado da Ustaše, instando os muçulmanos bósnios a se juntarem aos croatas na matança dos sérvios; O Padre Franc Kulovec, do Partido Popular Esloveno, foi morto durante o bombardeamento de Belgrado; e Vladko Maček, do Partido Camponês Croata, decidiu não se exilar.  Como resultado, o governo iugoslavo no exílio foi dominado por ministros sérvios. 
A base constitucional do governo no exílio sempre foi obscura, pois o governo chegou ao poder como resultado de um golpe de estado, mas professava basear-se na constituição de 1931, que fez do rei o principal executivo do estado. com ministros responsáveis apenas perante a Coroa.  Os políticos consideraram que o golpe de estado de 1941 tinha sido uma revolução popular que restaurou a democracia, mas enquanto a constituição de 1931 ainda estava tecnicamente em vigor, o rei Pedro tinha poderes executivos muito amplos. 

### Governo no exílio

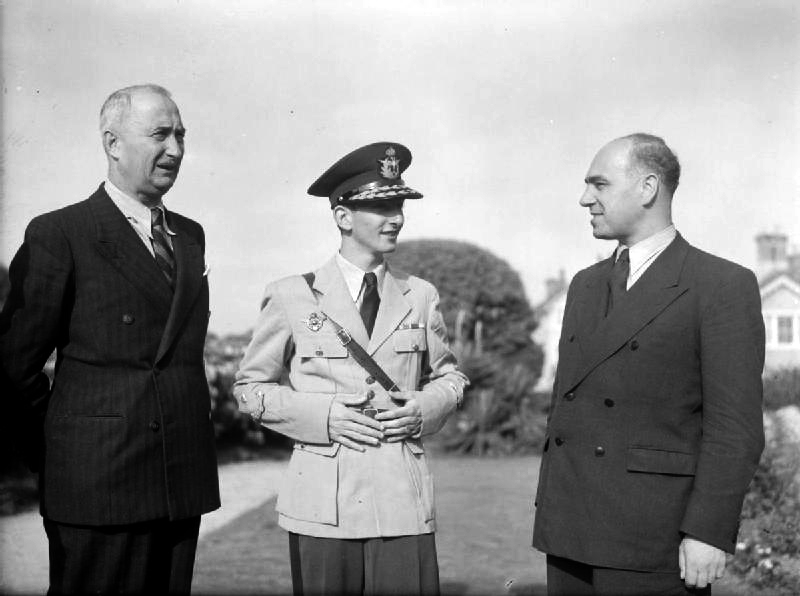
Primeiro-Ministro Dušan Simović, Pedro II e Ministro da Corte M. Knezevic em 21 de junho de 1941

Em junho de 1941, o rei Pedro chegou a Londres, onde se juntou a outros governos exilados da Europa ocupada pelos nazistas. Quando Pedro e o seu governo desembarcaram em Londres, foram recebidos como heróis pela mídia britânica.  A imprensa britânica apresentou o que o historiador sérvio Stevan K. Pavlowitch chamou de uma imagem "romantizada" do jovem Pedro , que se tornou um "símbolo da luta do seu país para manter a sua liberdade em aliança com a Grã-Bretanha". Ele recebeu um Lendrum & Hartman Limited Buick entregue em sua casa de exílio perto de Cambridge. 
Um sinal do alto respeito inicial por Pedro nos Estados neutros, ele foi apresentado como herói na edição de outubro de 1941 da revista em quadrinhos Military Comics: Stories of the Army and Navy, que apresentava uma versão um tanto ficcional da história em quadrinhos de 27 de março de 1941. golpe de estado em Belgrado, no qual um grupo de estudantes do ensino médio que estão chateados com a assinatura do Pacto Tripartite pela Iugoslávia se manifesta em favor do rei e derruba o regente. Pedro rapidamente aprendeu que o grau de atenção que os britânicos estavam dispostos a dar aos governos no exílio estava diretamente relacionado com os ativos que o governo no exílio poderia trazer para a causa Aliada. Como apenas algumas centenas de soldados iugoslavos escaparam para o Egito, o governo iugoslavo no exílio não teve muito com que contribuir. 
Inicialmente, o governo no exílio planeou compensar as suas perdas recrutando um exército de imigrantes jugoslavos nos Estados neutros, mas o governo americano opôs-se a este plano e, em vez disso, o governo no exílio teve de recrutar entre os grupos étnicos. Prisioneiros de guerra eslovenos capturados enquanto lutavam com o Exército Real Italiano.  Dos campos de prisioneiros de guerra britânicos, eslovenos étnicos suficientes se ofereceram como voluntários para fornecer um batalhão de infantaria, que estavam relutantes em lutar contra os italianos, pois seriam executados por traição se capturados.  Em termos de forças militares disponíveis no Médio Oriente, a Jugoslávia era, como disse Pavlowitch, o "menos importante dos aliados".  O corpo de oficiais iugoslavos no Egito era propenso a rixas entre oficiais mais jovens que culpavam os oficiais superiores pela rápida derrota da Iugoslávia em abril de 1941, e tal era a extensão da luta interna que o governo no exílio teve de perguntar à polícia militar britânica impor a sua vontade ao seu próprio exército. 
Neste contexto, quando o rei Pedro e o resto do governo no exílio ouviram relatos, em meados de 1941, de que um movimento guerrilheiro chamado Chetniks, liderado pelo coronel Draža Mihailović, estava a lutar contra os alemães, ele aproveitou triunfantemente esses relatórios como prova de que ele tinha um trunfo para a causa aliada que era amarrar as forças alemãs que, de outra forma, estariam lutando em outras frentes.  Só em outubro de 1941 é que o governo no exílio conseguiu finalmente estabelecer contacto com o general Mihailović.  Em setembro de 1941, uma missão de ligação do Executivo de Operações Especiais (SOE) saltou de pára-quedas na Iugoslávia para encontrar Mihailović e, posteriormente, tornou-se o principal meio de comunicação de Mihailović com os Aliados.  Foi através da missão SOE ligada aos Chetniks que o Rei Pedro e o resto do governo no exílio comunicaram com Mihailović. 

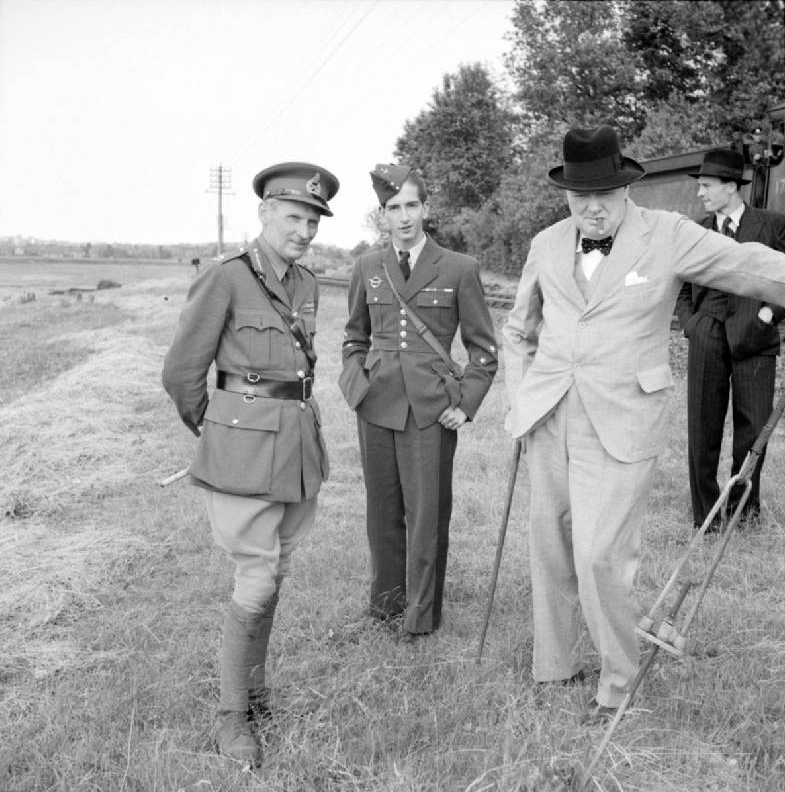
General Bernard Montgomery, rei Pedro II de 17 anos e Winston Churchill em julho de 1941

A notícia de que os fascistas croatas da Ustašetinham iniciado uma campanha para exterminar um terço dos sérvios prečani na região de Krajina e na Bósnia expulsar outro terço e forçar o resto a converter-se ao catolicismo romano trouxe tensões no governo- no exílio entre os ministros sérvios e os poucos ministros croatas restantes até o ponto de ebulição e, em outubro-novembro de 1941, o gabinete quase entrou em colapso.  Para aumentar a tensão, os ministros croatas recusaram-se a acreditar nos relatos sobre as atrocidades dos Ustaše, rejeitando-os como "propaganda sérvia" anti-croata, o que enfureceu os ministros sérvios. 
Vários ministros sérvios disseram ao rei Pedro que, depois de ouvirem sobre o que os Ustaše estavam fazendo aos sérvios prečani, eles acharam difícil estar na mesma sala que os ministros croatas, que desprezavam tão levianamente os relatos dos Ustashe matando sérvios em uma variedade de maneiras horríveis.  Foi considerado necessário manter os ministros croatas, a fim de manter a afirmação de que o governo iugoslavo no exílio falava por todos os povos da Iugoslávia, enquanto os ministros croatas temiam que se renunciassem, isso levaria a um governo dominado pelos sérvios regressando depois da guerra, e por estas razões a crise passou, pois nem os ministros croatas nem os sérvios estavam dispostos a ver o colapso do gabinete, embora as relações entre os ministros croatas e sérvios permanecessem notavelmente frias e distantes. 
Surgiram divergências sobre quem chefiaria o governo no exílio. O general Borivoje Mirković queria um gabinete de generais chefiado por ele mesmo, ao qual todos os políticos e Simović se opuseram.  Radoje Knežević queria um governo de coligação dos partidos políticos cujos líderes tivessem optado pelo exílio.  O General Simović queria um “governo de salvação nacional” composto por “personalidades distintas” de todas as esferas da vida que lideraria, o que excluiria a maioria dos políticos. 

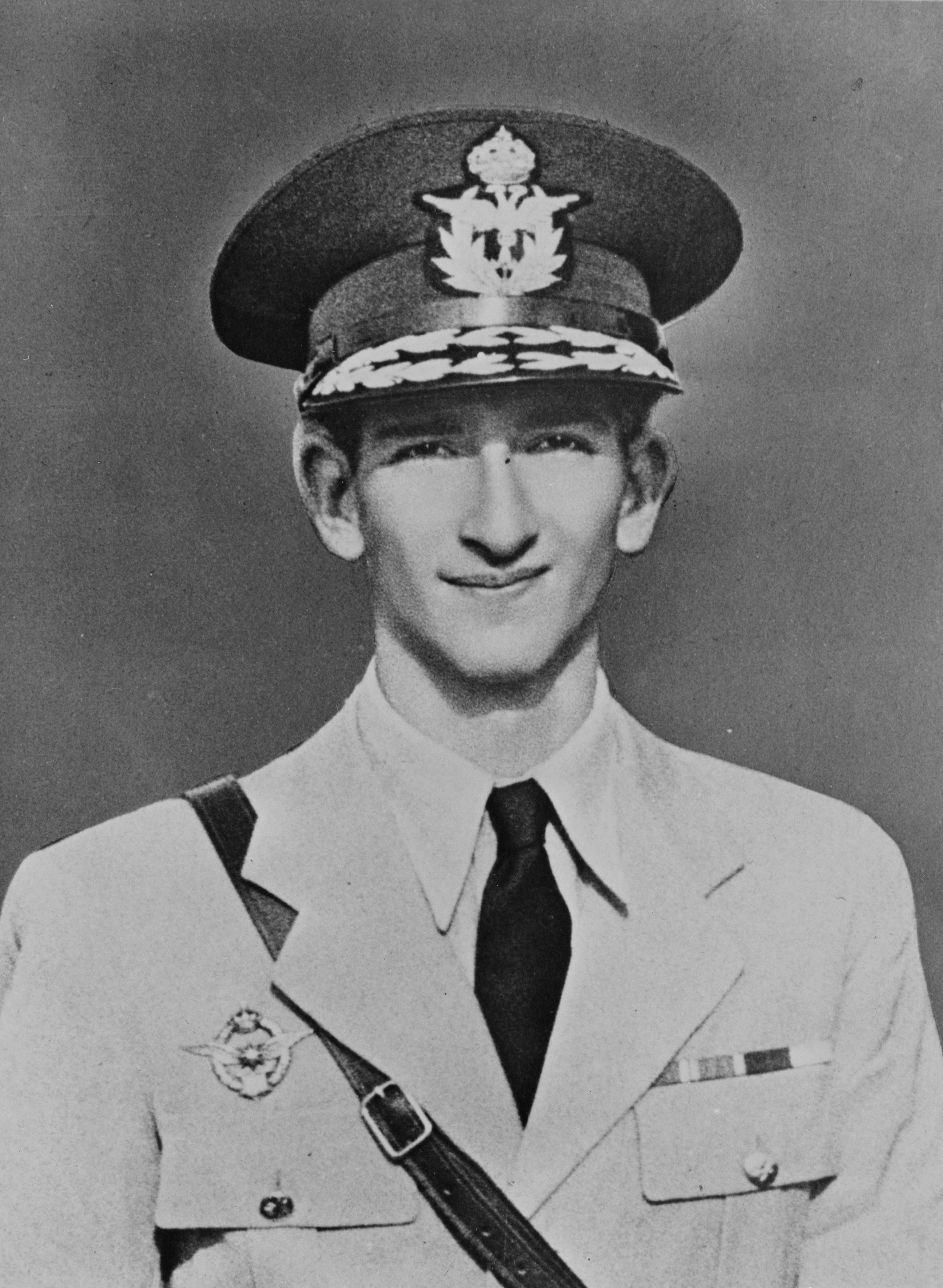
Pedro em 1942

Simović, como primeiro-ministro, tinha modos autoritários e desdém pelos políticos e logo estava em conflito com o resto de seu gabinete, que começou a escrever cartas a Pedro pedindo-lhe que demitisse seu autoritário primeiro-ministro.  O líder do grupo anti-Simović era o historiador Slobodan Jovanović, que serviu como vice-primeiro-ministro, que era amplamente respeitado como um estudioso ilustre, um liberal e um sérvio que se opunha aos nacionalistas sérvios mais chauvinistas, dando-lhe um certo grau de credibilidade junto ao ministros não-sérvios.  As próprias relações de Pedro com Simović tornaram-se tensas quando ele achou Simović muito dominador e se ressentiu de ter sido "lestrado" por seu primeiro-ministro, que sentiu que tinha o dever de "ensinar" o rei adolescente nos caminhos da política e da política. 
Fora da União Soviética, a Iugoslávia era o único lugar na Europa em 1941 onde uma guerra de guerrilha em grande escala estava sendo travada contra o Eixo, levando, como Pavlowitch disse para Mihailović, "... sendo transformada pela propaganda iugoslava e britânica em um Aliado Super homen".  A popularidade de Mihailović na Grã-Bretanha ajudou a selar o fim da carreira política de Simović, já que este foi transformado num herói pela imprensa britânica por liderar o golpe de estado de 27 de março, o que fez com que Pedro relutasse durante muito tempo em demiti-lo.  Mas com outro herói jugoslavo, Mihailović, Pedro poderia dispensar Simović sem medo de Fleet Street. 
As instruções dadas pelo primeiro-ministro Slobodan Jovanović a Mihailović em janeiro de 1942 eram para proteger os sérvios prečani dos massacres travados pelos Ustashe, mas por outro lado ele não deveria se envolver em quaisquer ações que provocassem represálias contra civis, a menos que fosse absolutamente necessário enquanto ao mesmo tempo, ele deveria reunir as suas forças para se envolver numa revolta geral quando os Aliados desembarcassem nos Balcãs.  Em outubro de 1941, Mihailović já havia decidido uma política de limitar os Chetniks a ataques de sabotagem e de aumentar as suas forças para uma revolta quando os Aliados regressassem aos Balcãs.  A política alemã de que para cada soldado alemão morto, 100 civis sérvios seriam baleados em represália e para cada soldado alemão ferido, 50 civis sérvios seriam baleados em represália funcionou para dissuadir os Chetniks de atacar a Wehrmacht depois de outubro de 1941, quando Mihailović concluiu que os ataques de guerrilha não valiam as represálias. 
Os chetniks foram mais ativos na Sérvia e Montenegro, enquanto os guerrilheiros comunistas obtiveram a maior parte do seu apoio dos sérvios prečani na Bósnia e na Krajina e dos antifascistas croatas, eslovenos e muçulmanos bósnios.  Ao contrário dos chetniks, que tinham uma mensagem nacionalista estritamente sérvia e ortodoxa, os guerrilheiros eram uma força pan-iugoslava.  Os Partidários eram consideravelmente mais bem organizados do que os Chetniks e estavam mais dispostos a aceitar as represálias cometidas contra civis inocentes pelo Eixo quando realizavam ataques de guerrilha, levando a uma situação em que os Partidários acabaram por lutar mais contra os ocupantes e os colaboradores, um aspecto da guerra na Iugoslávia que fez com que a Grã-Bretanha e os Estados Unidos acabassem por favorecer os guerrilheiros. 
Ao mesmo tempo, a política britânica na Jugoslávia era cada vez mais no sentido de a resistência se envolver em violência máxima contra o Eixo, a fim de amarrar as divisões alemãs e italianas que de outra forma estariam a lutar contra os Aliados, independentemente do custo em represálias a civis inocentes. uma política que colidiu com a política Chetnik de esperar o regresso dos Aliados à Jugoslávia antes de se envolver numa revolta geral.  A própria forma como Mihailović e os Chetniks foram construídos em 1941 nos meios de comunicação britânicos, em parte pelo próprio governo jugoslavo no exílio, como uma força de guerrilheiros ferozes que lutavam ferozmente contra os alemães a cada passo, levou a graves decepções. em 1942, quando surgiu, na melhor das hipóteses, os Chetniks esperavam que os britânicos regressassem aos Balcãs antes de se disporem a travar combates pesados. 
O rei completou sua educação na Universidade de Cambridge antes de ser comissionado na Força Aérea Real. Em meados de 1941, o governo iugoslavo no exílio abriu negociações com o governo grego no exílio para uma confederação do pós-guerra –– a União Balcânica –– que uniria a Iugoslávia, a Grécia e a Bulgária assim que o rei Bóris III da Bulgária fosse derrubado.  O primeiro-ministro grego, Emmanuíl Tsuderós, apoiou o plano da confederação, mas opôs-se aos planos jugoslavos de trazer a Bulgária e de a confederação proposta ter um governo executivo responsável por todas as questões económicas, de política externa e militares, levando Tsuderós a pedir ao Conselho Estrangeiro Britânico Secretário Sir Anthony Eden para mediar. 
Em julho de 1941, o governo no exílio iugoslavo reconheceu o Governo checoslovaco no exílio e, a partir de setembro de 1941, Pedro reuniu-se regularmente com o presidente Edvard Beneš para discutir uma nova aliança iugoslava-tchecoslovaca para substituir a Pequena Entente com a qual Beneš havia negociado. O pai de Pedro, rei Alexandre, em 1921.  Em 31 de dezembro de 1941, as conversações greco-iugoslavas foram concluídas e em 15 de janeiro de 1942 o Acordo entre le Royaume de Yougoslavie et le Royaume Grèce relativo à constituição da União Balcânica foi assinado em Londres.  O acordo comprometeu a Jugoslávia e a Grécia, após a guerra, a terem uma moeda comum; uma união aduaneira; coordenar as suas políticas externas; para uma aliança militar com negociações de estado-maior conjunto para um plano de defesa comum; e um comité composto pelos ministros das finanças, ministros dos Negócios Estrangeiros e ministros da Defesa da Jugoslávia e da Grécia, que se reúne regularmente para planear políticas para a União Balcânica. 

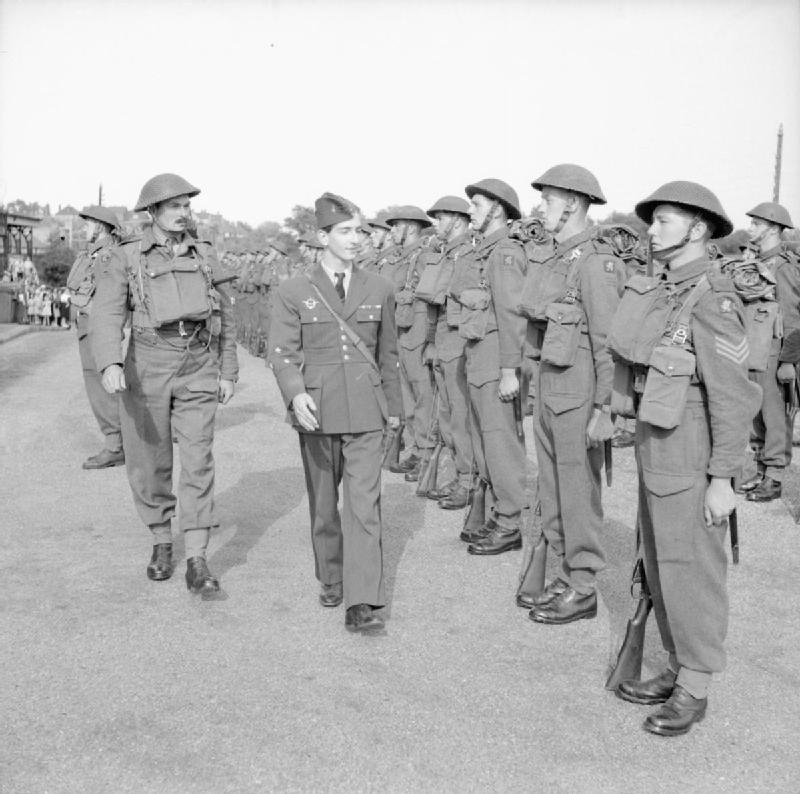
Pedro II inspecionando a Guarda de Honra de um batalhão do Regimento Dorset na Inglaterra

Depois de assinar o acordo, o Rei Pedro e o Rei Jorge II da Grécia falaram à imprensa britânica num almoço onde os dois reis falaram da "União Balcânica" como sendo aberta a todos os estados dos Balcãs.  Em 11 de janeiro de 1942, Pedro demitiu seu primeiro-ministro, o general Dušan Simović, que provou ser um político inepto e incapaz de se dar bem com seu gabinete, que ameaçava renunciar em conjunto desde o final de 1941 se o general Simović continuasse como primeiro-ministro. ministro.  O novo primeiro-ministro foi Slobodan Jovanović, um historiador amplamente respeitado. 
Ao mesmo tempo que Pedro demitiu Simović, nomeou Mihailović ministro da guerra; como Mihailović permaneceu na Iugoslávia, sua posição no gabinete era puramente simbólica.  Em 19 de janeiro de 1942, no Dorchester Hotel, em Londres, o rei e o presidente Beneš, juntamente com o resto dos gabinetes iugoslavo e tchecoslovaco, almoçaram juntos para discutir uma associação regional do pós-guerra.  Pedro, no seu discurso, observou que estava feliz por dois dos homens que negociaram a Pequena Entente, Momčilo Ninčić e Edvard Beneš "estão aqui hoje" nesta sala.  Os planos para aliar a proposta confederação greco-iugoslava com a proposta confederação tchecoslovaca-polonesa que Beneš havia assinado com o general Władysław Sikorski, o líder do governo polonês no exílio, atraiu intensas objeções da União Soviética, que preferia os estados do leste A Europa permanece separada para mantê-los fracos. 
Tal como na Jugoslávia, a resistência grega estava dividida entre comunistas e monarquistas, e Tsouderos objectou a Pedro que a sua amizade com Beneš e os seus planos para ligar a "União Balcânica" à confederação polaco-checoslovaca fariam com que os soviéticos deixassem de reconhecer Jorge II como o rei dos helenos.  O receio de Tsouderos era que a União Soviética reconhecesse a EAM, dominada pelos comunistas, como o governo legítimo da Grécia e, por esta razão, não queria fazer nada que pudesse antagonizar Moscovo.  Foi em grande parte por causa da oposição de Tsouderos que Pedro arquivou os seus planos para uma aliança polaco-tchecoslovaca-iugoslava-grega no pós-guerra. 
A própria dependência do governo no exílio dos britânicos era uma fonte de muita tensão, e Pedro, em 1942, tentou envolver a União Soviética e os Estados Unidos como contrapesos.  Em 1942, Pedro fez uma visita diplomática à América e ao Canadá, onde conheceu o presidente americano Franklin D. Roosevelt e o primeiro-ministro canadense William Lyon Mackenzie King. A viagem turbulenta não teve sucesso em garantir o apoio dos Aliados à causa monarquista iugoslava exilada. Roosevelt e Churchill já tinham conseguido o apoio do Governo Comunista Jugoslavo no esforço Aliado para derrotar a Alemanha Nazista, com vista a pôr fim à Segunda Guerra Mundial. Roosevelt tornou a Iugoslávia elegível para ajuda Lend-Lease durante a visita de Pedro, mas dado o pequeno tamanho das forças iugoslavas no exílio, isso não ajudou muito. 
Durante a sua visita aos Estados Unidos, o Rei Pedro conheceu o cientista sérvio-americano Nikola Tesla em 8 de julho de 1942 e escreveu no seu diário: “Visitei o Dr. Nikola Tesla, no seu apartamento no Hotel New Yorker. Um cientista idoso disse: "É minha maior honra. Estou feliz que você esteja na sua juventude e estou satisfeito por você ser um grande governante. Acredito que viverei até que você volte para uma Iugoslávia livre. De seu pai você receberam as suas últimas palavras: "Guarda a Jugoslávia. "Tenho orgulho de ser sérvio e iugoslavo. Nosso povo não pode perecer. Preserve a unidade de todos os iugoslavos - os sérvios, os croatas e os eslovenos.'"

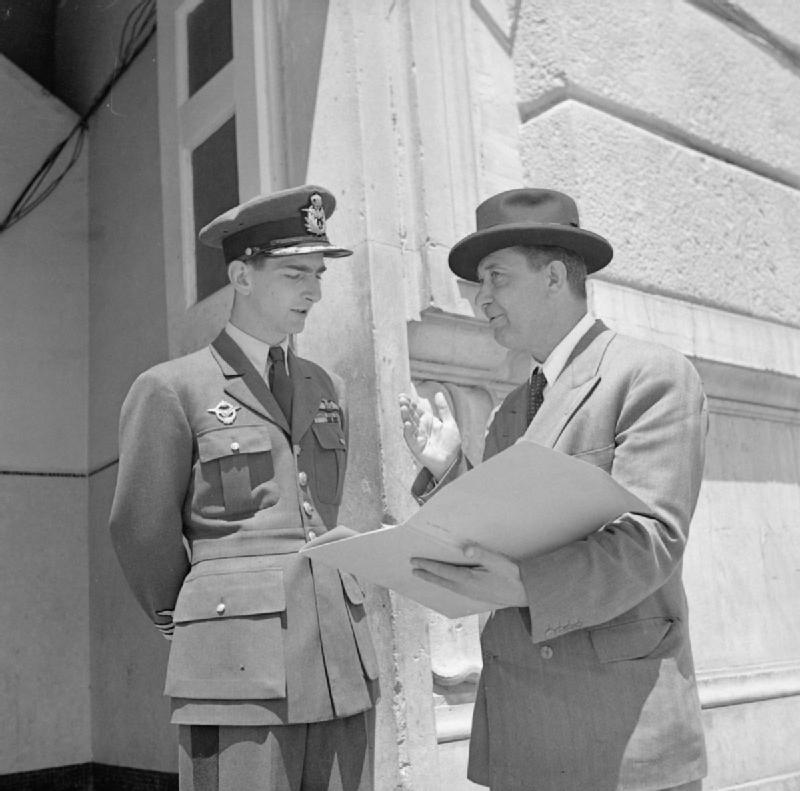
Pedro II e o primeiro-ministro Ivan Šubašić

Para obter o apoio da Grã-Bretanha, Pedro depositou as suas esperanças de restauração no general Draža Mihailović, o líder dos Chetniks.  Em 10 de junho de 1942, Pedro promoveu Mihailović a general e fez dele Chefe do Estado-Maior do Exército Real Iugoslavo.  Pavlowitch resumiu a importância de Mihailović para o rei Pedro, observando: "Não houve nenhum outro caso em que o líder de um movimento de resistência fosse levado diretamente para um governo exilado enquanto permanecia em território ocupado".  Pedro e o resto do governo no exílio não conseguiram apreciar o nacionalismo sérvio de Mihailović e dos outros líderes chetniks que era extremamente ofensivo para os outros povos da Jugoslávia, ainda mais quando surgiram relatos de massacres cometidos pelos chetniks contra os croatas e Surgiram muçulmanos bósnios. 
Para os povos da Iugoslávia que não eram sérvios, o apoio do rei aos chetniks parecia sugerir que depois da guerra ele planejava estabelecer um estado que seria dominado por nacionalistas sérvios chauvinistas, o que levou aqueles que queriam resistir à ocupação do Eixo. apoiar os Partidários que pelo menos prometeram estabelecer um Estado onde todos os povos da Jugoslávia seriam iguais. 
O intenso nacionalismo sérvio dos Chetniks também causou alarme em Londres e Washington, provocando receios sobre a estabilidade da Jugoslávia se esta fosse reestruturada como um estado dominado pelos sérvios, o que fez com que alguns decisores sentissem que a Jugoslávia seria mais estável se fosse governada por o comunista croata Josip Broz Tito.  Os esforços de Pedro para ter os Estados Unidos como contrapeso falharam, pois os americanos partilhavam a frustração britânica com a relutância dos chetniks em praticar violência máxima contra os alemães e estavam cada vez mais preocupados com os relatos de que os chetniks estavam a colaborar com os alemães. 
O movimento Chetnik foi motivado por um forte sentimento de ressentimento contra todas as elites pré-guerra que foram consideradas como tendo fracassado na Iugoslávia em abril de 1941, e Mihailović não tinha controle total de seu movimento, sendo em muitos casos mais uma figura de proa que muitos comandantes Chetnik ignoraram sempre que lhes era conveniente.  Além de considerações de política externa, o governo no exílio sentiu-se ameaçado pelos sentimentos antielitistas e populistas dos Chetniks e quis aproveitar Mihailović para manter os Chetniks numa direção conservadora. 
O governo no exílio em Londres via os Chetniks como um movimento militar, enquanto os comandantes Chetnik viam o seu movimento como político e militar.  Todos os comandantes chetniks professavam ser monarquistas leais ao rei Pedro, mas em muitos casos o monarquismo dos chetniks era apenas superficial, sendo mais um dispositivo de legitimação para os líderes chetniks que justificavam as suas ações em nome do rei distante. em Londres.  Finalmente, as alegações, que apareceram pela primeira vez na imprensa em 1942, de que os chetniks não estavam envolvidos na resistência, mas sim colaborando com os alemães e os italianos para lutar contra os guerrilheiros comunistas, revelaram-se extremamente prejudiciais para a imagem do rei Pedro no Ocidente. 
O governo no exílio fez o possível para evitar a guerra civil entre os guerrilheiros e os chetniks, mas sem qualquer controlo sobre os comunistas ou os monarquistas, os seus esforços foram inúteis.  Jovanović inicialmente tentou mediar o fim da guerra civil, argumentando que os Partidários e os Chetniks deveriam cooperar na luta contra o Eixo em vez de entre si, e quando isso falhou, ele tentou promover um acordo de "neutralidade" que comprometeria ambos movimentos de se absterem de atacar uns aos outros, o que também era fútil. 
O rei Pedro não sabia muito sobre o que estava a acontecer na Jugoslávia ocupada e as suas declarações em 1942 de que todos os chetniks estavam envolvidos na resistência foram feitas de boa fé.  Em 1943, a evidência de que pelo menos alguns comandantes Chetnik estavam cooperando com o Eixo era muito mais forte e a insistência de Pedro em defender os Chetniks causaria enormes danos à sua reputação tanto na Grã-Bretanha como nos Estados Unidos.  Pedro também não fez nada para silenciar os ministros do seu governo que disseram à imprensa anglo-americana que os chetniks deveriam esmagar os guerrilheiros comunistas para salvar a ordem social pré-1941, o que deu a impressão de que o governo no exílio se preocupava mais em restaurar a ordem social do que em vencer a guerra. 
Pavlowitch descreveu Pedro como um jovem "imaturo" que era facilmente manipulado pelos políticos rivais dentro do gabinete de seu governo no exílio e, como resultado, ele era altamente inconsistente em suas políticas, pois mudava de ideia dependendo de quem tinha. última vez que falei com ele.  Os ministros croatas preferiram falar diretamente com o rei em vez de com os seus homólogos sérvios, embora geralmente nenhum dos ministros sérvios estivesse preparado para desafiar abertamente o rei, em vez de nivelar o seu ego.  Pedro sempre falou em gostar de “governar” mais do que no dever de “reinar”, e não se comportou como um monarca constitucional estrito, tornando-se o ponto focal da cultura de intriga que caracterizou o gabinete do governo no exílio. 

## Casamento
O Chicago Tribune relatou em 1º de agosto de 1943 sobre o romance real em Londres entre o rei Pedro e a Princesa Alexandra da Grécia e Dinamarca que: "A princesa, uma garota bonita de cabelos escuros, costumava servir waffles e café para oficiais e enfermeiras americanos. uma lanchonete no clube da Cruz Vermelha de Londres. Lá ela conheceu Rei Pedro, um jovem esguio em uniforme naval que frequentemente aparecia para ouvir a música de uma banda de infantaria dos Estados Unidos". Em abril de 1942, Pedro propôs casamento à princesa Alexandra após algumas semanas de namoro e ela aceitou. 
Enquanto a mídia ocidental retratava um "romance de conto de fadas" tendo como pano de fundo a Londres do tempo de guerra entre o jovem rei iugoslavo e uma princesa grega, o anúncio do noivado de Pedro com Alexandra em julho de 1943 causou imensa controvérsia em sua terra natal.  De acordo com a tradição sérvia, um líder não deve casar-se durante uma emergência nacional, e a notícia de que Pedro tinha ficado noivo enquanto a sua terra natal estava devastada pela guerra causou uma reação negativa contra ele. 
Isto deveu-se ainda mais à viragem catastrófica na Jugoslávia, iniciada em Abril de 1941, com guerra, genocídio, revolução, guerra civil e um colapso desastroso dos padrões de vida, naquele que tinha sido, antes de 1941, um dos países mais pobres e mais atrasados da Europa, todos devastando a terra.  Por mais que Pedro estivesse apaixonado por Alexandra, seu noivado e casamento de "conto de fadas" no relativo conforto de Londres, enquanto seus súditos sofriam tanto, foi visto como uma ruptura insensível com as tradições sérvias. 
O gabinete, numa rara demonstração de unidade, opôs-se aos planos de Pedro para um casamento em tempo de guerra quando a questão foi discutida pela primeira vez em abril de 1942, e a questão não foi levantada novamente até abril de 1943.  Mais uma vez, quando o assunto foi discutido no início de 1943, os ministros sérvios opuseram-se, enquanto o próprio General Mihailović relatou que a opinião pública desaprovava veementemente.  O primeiro-ministro, Slobodan Jovanović, opôs-se a anunciar o noivado enquanto a Iugoslávia ainda estava ocupada, prevendo que a notícia desacreditaria a monarquia na Sérvia, e em vez de adiar o noivado, que foi anunciado em julho de 1943, Pedro demitiu Jovanović em 26 de junho de 1943. 
No início de 1944, o primeiro-ministro britânico Winston Churchill aplicou forte pressão sobre Pedro para demitir seu primeiro-ministro, Božidar Purić, a quem quase todos consideravam incompetente, e para cortar seus vínculos com o general Mihailović, de quem Churchill estava convencido a essa altura ser um colaborador.  Ao mesmo tempo, os britânicos ameaçaram impedir o envio de armas aos guerrilheiros de Josip Broz Tito, a menos que ele reconhecesse o rei Pedro como o legítimo rei da Jugoslávia.  Churchill queria preservar a monarquia iugoslava para manter o país na esfera de influência ocidental após a guerra, ao mesmo tempo que incorporava os guerrilheiros ao governo monarquista no exílio. 

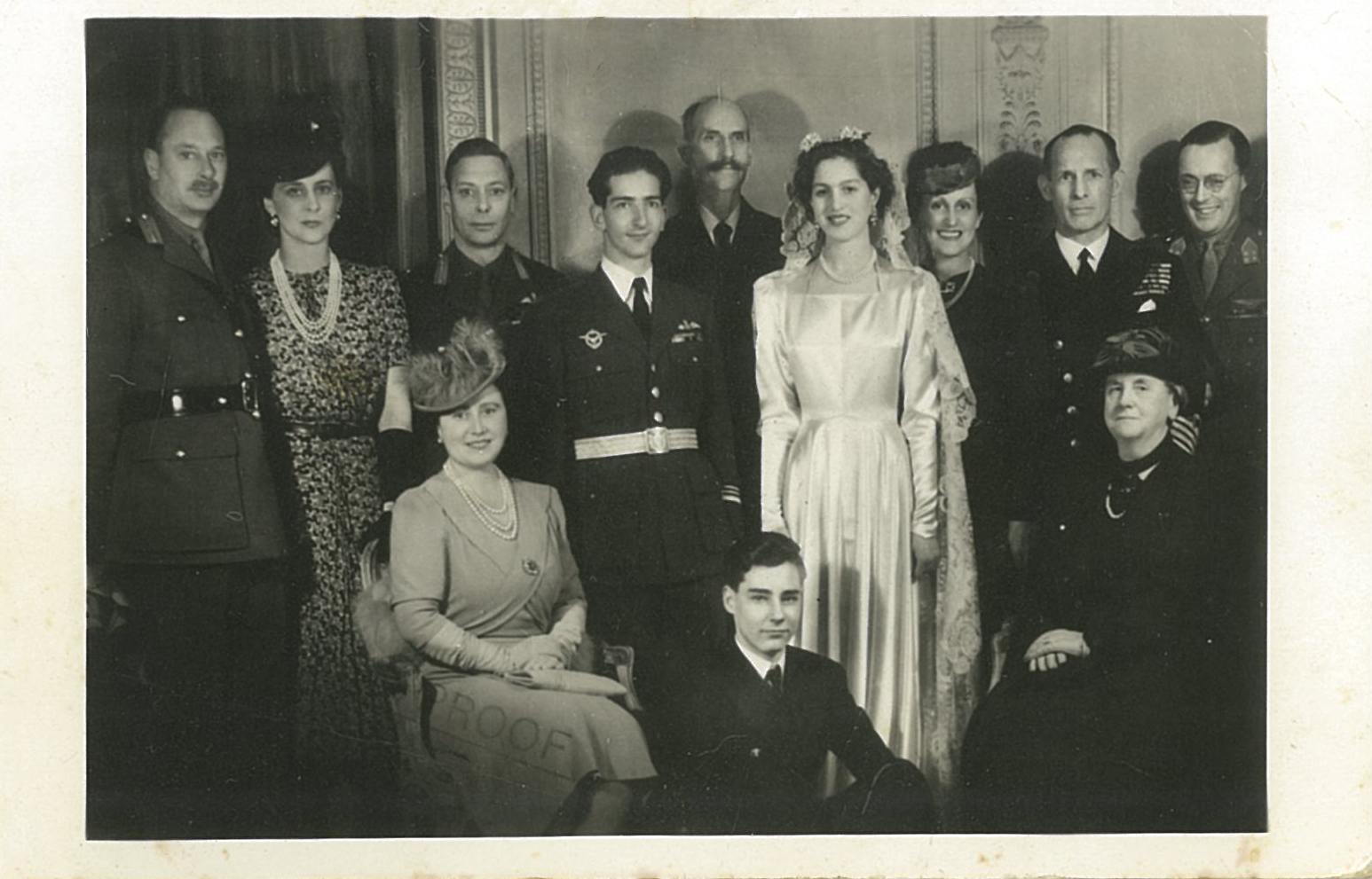
Casamento de Pedro II da Iugoslávia e Princesa Alexandra da Grécia e Dinamarca, 20 de março de 1944, Londres, Inglaterra.

Pedro casou-se com Alexandra em Londres em 20 de março de 1944. Participando do casamento realizado na legação iugoslava em Londres estava o rei Jorge VI, que serviu como padrinho de Pedro, juntamente com o rei Haakon VII da Noruega, o rei Jorge II da Grécia e a rainha Guilhermina dos Países Baixos, todos presentes. Eles tiveram um filho, o príncipe herdeiro Alexandre, que nasceu em 17 de julho de 1945.
A notícia de que o rei Pedro havia se casado em tempo de guerra contribuiu muito para desacreditá-lo junto ao seu povo, e ficando muito inquieto quando começou a perceber que ele poderia ter sacrificado seu trono por amor, Pedro tornou-se incomumente aberto aos "conselhos" britânicos no início de 1944. .  Churchill havia anunciado na Câmara dos Comuns em maio de 1944 que Pedro havia demitido Purić do cargo de primeiro-ministro e Mihailović do cargo de chefe de gabinete e o novo primeiro-ministro era Ivan Šubašić, quando nada disso realmente havia acontecido. 
Após uma semana de forte pressão britânica, Pedro capitulou e em 1 de junho de 1944 nomeou Šubašić primeiro-ministro.  O mandato do novo governo Šubašić era formar uma coligação com o Movimento de Libertação Popular do Marechal Tito.  Em 10 de junho de 1944, Šubašić voou para a ilha de Vis para se encontrar com Tito para conversações, e em 16 de junho de 1944 foi anunciado que os guerrilheiros eram os únicos agentes reconhecidos do governo no exílio na Iugoslávia e dos órgãos governamentais criados por os comunistas eram o governo provisório da Iugoslávia. 
Šubašić não consultou o rei Pedro e apresentou o acordo com Tito como um facto consumado ao rei.  O gabinete anunciado por Šubašić era muito de esquerda e em 29 de agosto de 1944 Mihailović foi demitido do cargo de chefe de gabinete.  Em 12 de setembro de 1944, o Rei Pedro foi à BBC apelar a todos os seus súditos para apoiarem Tito e advertiu que o "estigma da traição" iria ficar com aqueles que recusassem esta ordem.  Ao mesmo tempo, Stalin, ansioso por acalmar os receios ocidentais sobre o futuro da Europa de Leste, ordenou a um muito relutante Tito, numa reunião em Moscovo, que permitisse que Pedro regressasse à Jugoslávia, embora com o conselho de que "deveria enfiar uma faca na suas costas no momento apropriado". 

## Deposição e exílio

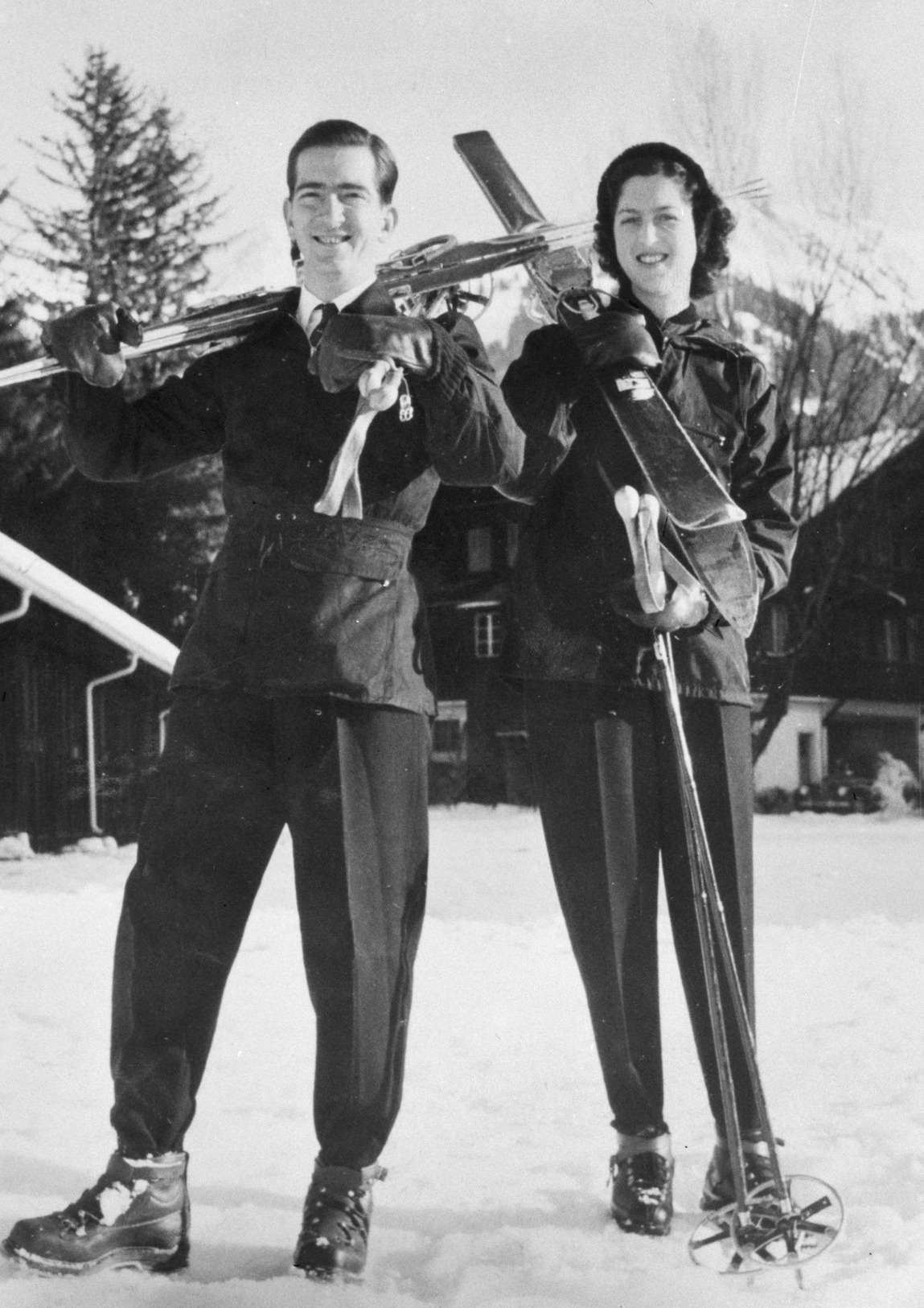
Rei Pedro II e Rainha Alexandra

Embora a guerra tivesse acabado, Pedro não foi autorizado a voltar para casa. O primeiro-ministro Šubašić chegou a Belgrado em novembro de 1944 e pouco depois foi a Moscou para negociar um acordo com Stalin; que Pedro não teria permissão para retornar até que fosse realizado um plebiscito sobre se a Iugoslávia se tornaria uma república ou permaneceria uma monarquia.  Šubašić também concordou com a exigência de Stalin de um conselho regencial de três homens para governar até o plebiscito, o que enfureceu Pedro, que observou que ele tinha 21 anos e não era mais regente. 
Pedro também se opôs aos regentes que eram 1 croata, 1 esloveno e 1 sérvio, já que todos foram nomeados por Tito, reclamando que os regentes eram tendenciosos contra ele.  Em março de 1945, o conselho regencial começou a governar em Belgrado enquanto se formava um gabinete que hoje é chamado de Iugoslávia Federal Democrática, com 28 homens, dos quais 23 eram partidários.  O governo da Frente de Libertação Nacional era, em teoria, uma coligação, mas na verdade era um regime dominado pelos comunistas, com os ministros não-comunistas presentes apenas como uma "fachada" para disfarçar a extensão do domínio comunista. 
O novo governo tentou congelar os bens de Pedro no exterior, alegando que foram roubados. Pedro e Tito começaram a denunciar-se mutuamente, com Tito a dizer à imprensa que estava a criar uma democracia na Jugoslávia, enquanto Pedro o acusava de criar uma ditadura comunista. Nas eleições para a assembleia constituinte de 11 de Novembro de 1945, houve fraude eleitoral generalizada e intimidação; com jornais da oposição impedidos de publicar a verdade pelo governo, negando-lhes voz. 
Pedro foi deposto pela Assembleia Constituinte Comunista da Iugoslávia em 29 de novembro de 1945, com a Iugoslávia proclamada uma república.  Após esta declaração, instalou-se nos Estados Unidos. Em 1948, Pedro visitou Chicago, hospedando-se no Drake Hotel, visitou a Inland Steel Works e os currais de Armor "onde trabalham muitos iugoslavos" e passou muito tempo no Seminário Ortodoxo Sérvio de São Sava.
Como ex-rei vivo de um país europeu, Pedro era uma espécie de novidade para os americanos e dirigiu-se a vários grupos cívicos no Centro-Oeste, por exemplo, em 1949, foi relatado que o "monarca jovem, moderno e democrático que se recusou a aceitar a situação em seu país" falou ao clube de mulheres Kohler em Sheboygan sobre o tema "Meu reino pela liberdade". Em 1951, Pedro participou do programa de TV do Ford Festival, onde foi descrito como um "jovem de olhos tristes" que era "um fracasso como personalidade da TV", pois estava visivelmente nervoso na frente das câmeras de TV e foi rapidamente dispensado por o anfitrião, James Melton.
Até sua morte, Pedro continuou a nutrir esperanças de que um dia seria restaurado ao trono iugoslavo, nas palavras do jornalista americano Peter Hockenos sendo uma "figura desamparada", enquanto "grupos rivais de emigrados atraíam o infeliz rei para suas maquinações incessantes e brigas. A comunidade monarquista parecia uma caricatura ruim de uma diáspora impotente e briguenta".  Homem romântico e pouco prático, Pedro tinha uma esperança completamente irreal de que ainda havia bandos de chetniks activos nas áreas rurais da Sérvia central que se levantariam no momento certo quando Pedro liderasse um exército de emigrados numa invasão da Jugoslávia, e juntos eles derrubariam o marechal Tito. 

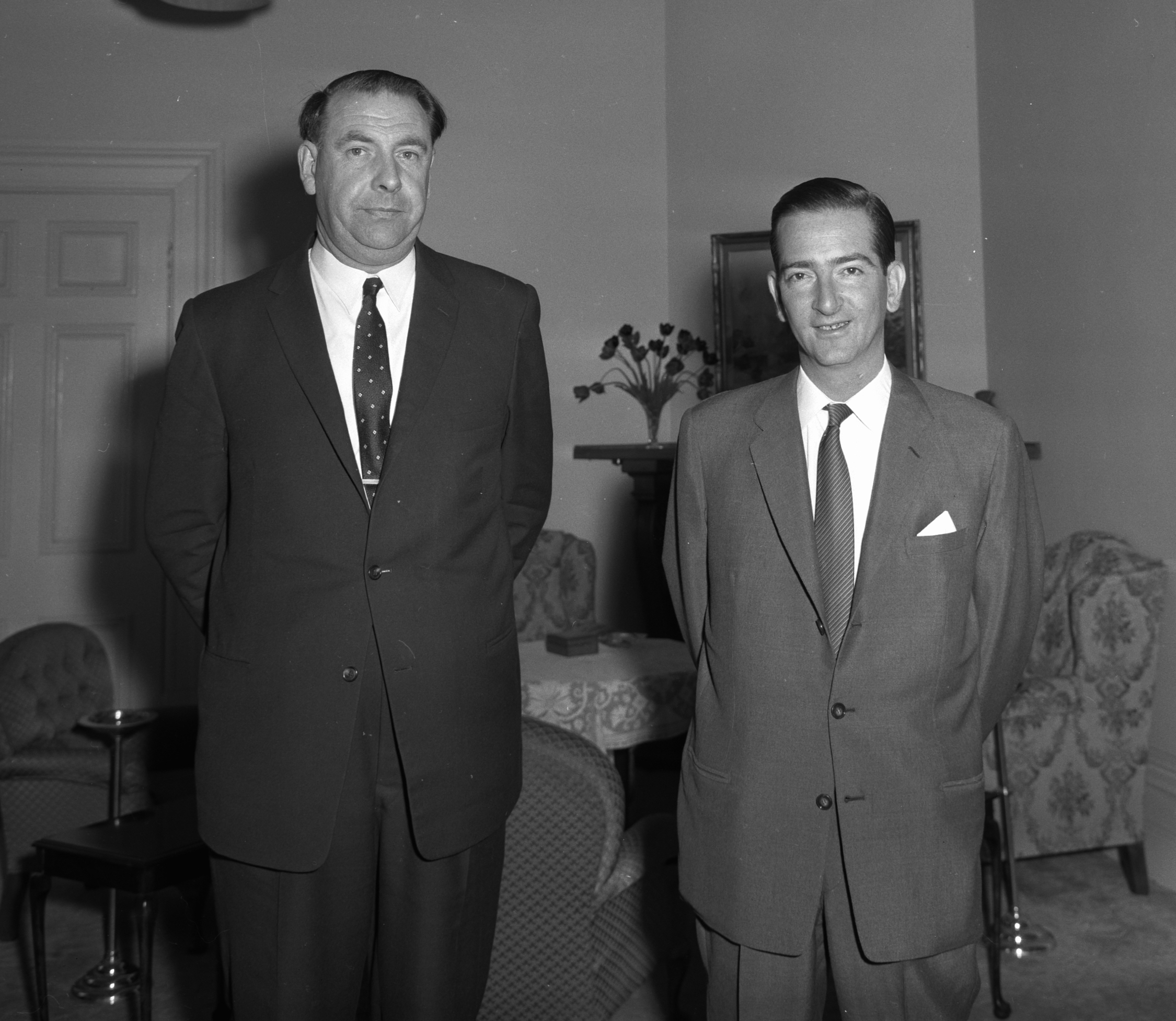
Pedro e o prefeito de Wellington Frank Kitts em 1960

Em 1953, o jornal Sunday Express de Londres noticiou que Pedro , que vivia em França, sofria de "emaranhados de dinheiro", tinha um "cheque devolvido em Paris" e estava envolvido numa "cena desagradável" numa festa organizada em Biarritz pelo Marquês de Cuevas. Pedro pediu o divórcio em 1953. Contratou o advogado René de Chambrun, genro do ex-primeiro-ministro francês de Vichy, Pierre Laval. O casal se reconciliou em 1955.

Enquanto vivia em França na década de 1950, Pedro, cujo estilo de vida estava além das suas possibilidades, teve um problema com os "cheques sem fundo" que continuava a preencher e que o levaram a ser banido dos caros restaurantes e hotéis franceses que tanto amava, pois gastou dinheiro que não tinha. A atriz Ilka Chase, que conheceu o ex-rei e a rainha Alexandra na Riviera Francesa em 1955, escreveu:
Grande parte de seu comportamento na busca fútil pelo trono perdido foi tão mesquinho, imprudente e estúpido que parecia incrível. Eu deveria pensar que o pobre diabo odiaria ver isso em preto e branco, mas aparentemente ele desperdiçou toda a sua fortuna, acumulou dívidas enormes, abandonou a esposa, mentiu para ela, tentou tirar o filho dela e, em geral, se comportou de uma maneira longe de ser adorável. Mas ela o amava. Após afastamento e deserção eles se reencontram novamente e estão morando em um apartamento de quatro cômodos em Cannes, quando fui visitá-los. São sinceros ao explicar que o seu rendimento provém dos sérvios que vivem no exílio, que contribuem semanalmente com tudo o que podem poupar para que o seu rei e a sua rainha possam manter uma casa.
Em 1956, a Rainha Alexandra publicou um livro de memórias, For the Love of a King, que um crítico americano descreveu como:
Um arrependimento impaciente pelo desperdício de talento e enormes somas de dinheiro que uma educação tão inútil permite e uma forte mudança em direção a esse sistema engraçado ridicularizado pelos europeus como o modo de vida americano. Neste momento de reavaliação agonizante dos males de P.S. 102, vale a pena lê-lo pela autossatisfação que este livro irá induzir entre seus ex-alunos.
Em 1959, o Chicago Tribune relatou sobre a visita de Pedro ao subúrbio de Waukegan, em Chicago:
O monarca de 34 anos foi recebido sob uma chuva torrencial pelo prefeito Robert Sabonjian e pelo secretário municipal Howard Guthrie e levado por uma fábrica de motores marítimos e pela nova escola secundária Thomas Jefferson da cidade. Ele foi presenteado com um jantar de truta do Lago Michigan, com esturjão e chubs defumados como aperitivos, e declarou a refeição "mais requintada". O ex-rei também conheceu o profeta do tempo de Waukegan, Mathon Kryitsis, um pescador que durante muitos anos previu a severidade do inverno medindo a profundidade em que os poleiros se alimentam.

## Anos finais e morte

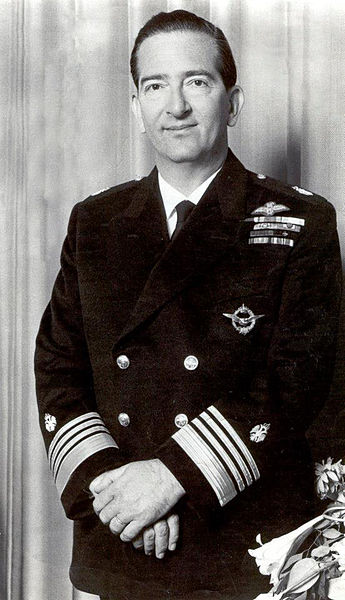
Pedro em 1966

De 1964 até sua morte, Pedro serviu como Patrono Real da Soberana Ordem Militar do Templo de Jerusalém nos Estados Unidos. Em 1963, Alexandra, que sofria de depressão grave, tentou suicídio. O próprio Pedro sofria de depressão e alcoolismo, e o consumo excessivo de álcool fez com que sofresse de cirrose hepática.  Como a área de Chicago tinha uma população imigrante iugoslava substancial, Pedro passou grande parte do seu exílio em Chicago, onde manteve laços com emigrados sérvios anticomunistas, especialmente com o Conselho de Defesa Nacional da Sérvia.
O Movimento Não-Alinhado das nações do Terceiro Mundo, que tinha como um dos seus líderes o Marechal Tito da Iugoslávia, foi considerado útil para a política externa americana na Guerra Fria por ser perturbador para o bloco soviético, criando o exemplo de um país comunista. regime na Europa Oriental que era independente da União Soviética. Os Estados Unidos não queriam empurrar Tito para o Kremlin apoiando o movimento monarquista sérvio.
Em 1963, Pedro disse ao Chicago Tribune: "O Departamento de Estado me disse que sou um convidado em seu país e, portanto, não devo discutir a política externa americana em relação à Iugoslávia." Em vez disso, Pedro compareceu frequentemente a vários eventos cívicos na área de Chicago, falando numa angariação de fundos para os Cavaleiros de Malta em 1964, organizando a reunião local da Aliança Francesa em 1965, participando num memorial para o General Mihailović na Casa Memorial Milhailovich. em 1966 e em 1967 participando de um evento para os Cavaleiros de Malta, onde nomeou "50 pessoas de Illinois, Iowa, Minnesota e Wisconsin". Em 1967, Pedro conseguiu um emprego pela primeira vez na vida, trabalhando para a Sterling Savings & Loan Association em Los Angeles. Quando questionado pela imprensa se trabalhar para ganhar a vida prejudicaria sua imagem como rei, Pedro respondeu: “Acho que isso aumenta um pouco minha estatura”.
Depois de muitos anos sofrendo de cirrose, ele morreu em Denver, Colorado, no Denver Health Medical Center, em 3 de novembro de 1970, após um transplante de fígado fracassado. Ele foi enterrado na Igreja e Mosteiro Ortodoxo Sérvio de São Sava em Libertyville, Illinois, o único monarca europeu até agora a ter sido enterrado nos Estados Unidos.
Na década de 1980, a novela americana Dinastia foi exibida na televisão iugoslava. Como uma das estrelas da Dinastia, a atriz Catherine Oxenberg, é descendente da Casa de Karađorđević, sendo neta do Príncipe Regente Paulo, isso despertou imenso orgulho nacional na Sérvia e em 1990 levou a um grande renascimento do interesse popular no Casa de Karađorđević, que foi explorada pelo regime de Slobodan Milošević para polir a sua linha nacionalista. O renascimento da nostalgia de Karađorđević levou a uma espécie de reabilitação popular do Rei Pedro, cuja morte em 1970 mal foi notada na sua terra natal.

## Devolução de restos mortais e funeral de estado

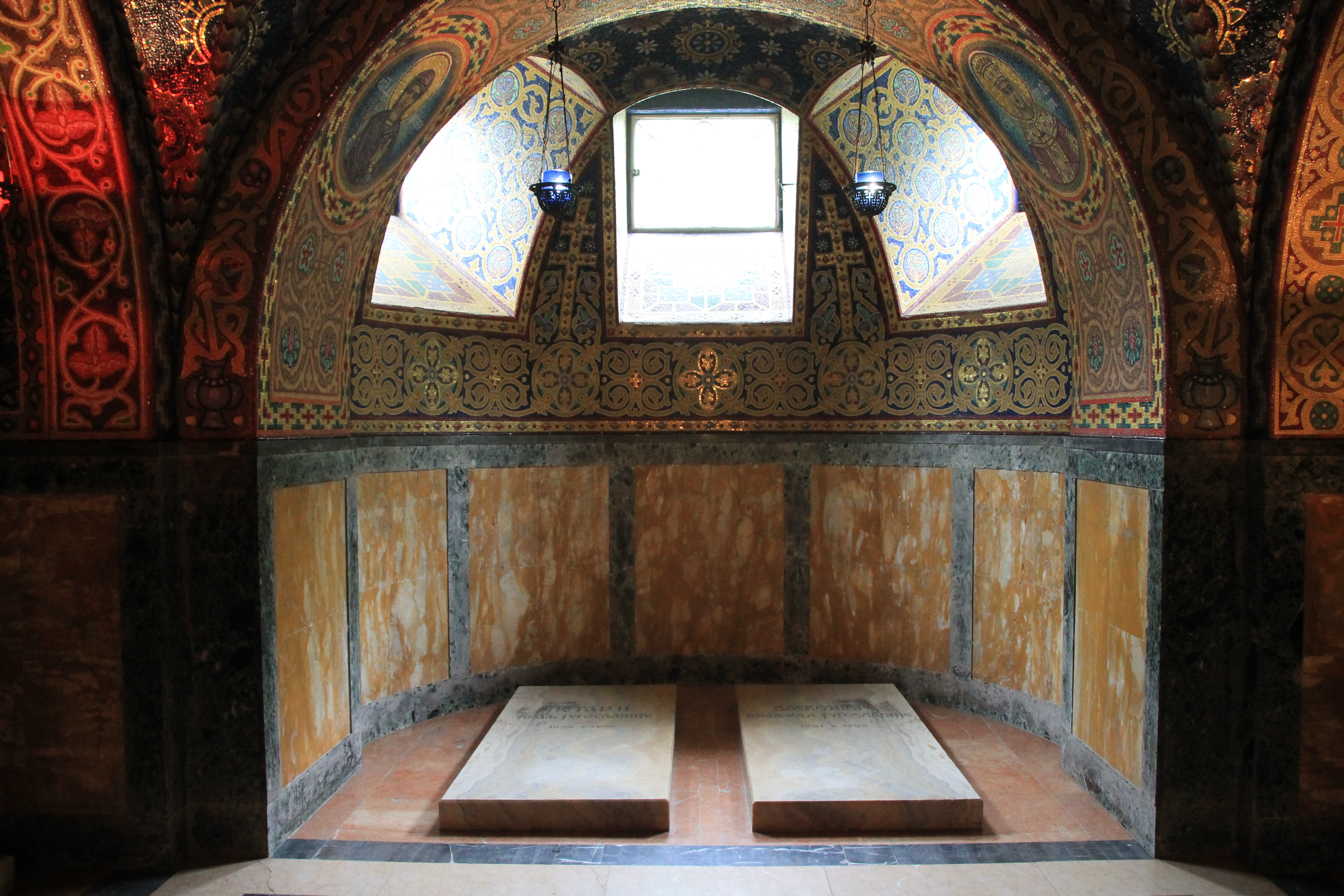
Os túmulos de Pedro e Alexandra na cripta da Igreja de São Jorge em Oplenac, Sérvia

Em 4 de março de 2007, o ex-príncipe herdeiro Alexandre anunciou planos de repatriar os restos mortais de seu pai para a Sérvia. Pedro II escolheu o Mosteiro Ortodoxo Sérvio de São Sava como seu local de descanso provisório devido às circunstâncias atenuantes que afligiram sua terra natal. Após conversações com o governo sérvio, a mudança foi confirmada em janeiro de 2013, sendo o local de sepultamento o Mausoléu da Família Real em Oplenac.
Em 22 de janeiro de 2013, os restos mortais de Pedro foram devolvidos a Belgrado. Ele foi homenageado na Capela Real em Dedinje antes de ser enterrado no Mausoléu da Família Real em Oplenac em 26 de maio de 2013 junto com sua esposa, a Rainha Alexandra. Sua mãe, a Rainha Maria, e seu irmão, Príncipe André da Iugoslávia, jazem nas proximidades. As Regalias Reais da Sérvia foram colocadas sobre o caixão de Pedro. Estiveram presentes na cerimónia de regresso o primeiro-ministro Ivica Dačić, o filho de Pedro, Alexander, com a sua família, e o patriarca sérvio Irinej. Este último defendeu abertamente a restauração da monarquia sérvia.

## Honrarias
| Reino da Iugoslávia             |                                                                                     |
| Predefinição:Ribbon devices/alt | Ordem de São Príncipe Lázaro, Soberano e Colar                                      |
| Predefinição:Ribbon devices/alt | Ordem da Estrela de Karađorđe, Grão-Mestre e Grã-Cruz                               |
| Predefinição:Ribbon devices/alt | Ordem da Estrela de Karađorđe com Espadas, Grão-Mestre                              |
| Predefinição:Ribbon devices/alt | Ordem da Águia Branca, Grão-Mestre e Grã-Cruz                                       |
| Predefinição:Ribbon devices/alt | Ordem da Águia Branca com Espadas, Grão-Mestre                                      |
| Predefinição:Ribbon devices/alt | Ordem da Coroa Iugoslava, Grão-Mestre e Grã-Cruz                                    |
| Predefinição:Ribbon devices/alt | Ordem de São Sava, Grão-Mestre e Grã-Cruz                                           |
| Internacionais e Estrangeiras   |                                                                                     |
| Predefinição:Ribbon devices/alt | Ordem Nacional da Legião de Honra, Grã-Cruz (França)                                |
| Predefinição:Ribbon devices/alt | Ordem do Redentor, Grã-Cruz (Greece)                                                |
| Predefinição:Ribbon devices/alt | Ordem da Santíssima Anunciação, Colar (Itália)                                      |
| Predefinição:Ribbon devices/alt | Ordem dos Santos Maurício e Lázaro, Grã-Cruz do Oficial de Justiça (Itália)         |
| Predefinição:Ribbon devices/alt | Ordem da Coroa da Itália, Cavaleiro da Grã-Cruz (Itália)                            |
| Predefinição:Ribbon devices/alt | Ordem do Leão Branco, Colar (Checoslováquia)                                        |
| Predefinição:Ribbon devices/alt | Constantinian Order of Saint George, Grã-Cruz do Oficial de Justiça (Duas Sicílias) |
| Predefinição:Ribbon devices/alt | Ordem de Malta, Grã-Cruz do Oficial de Justiça (Ordem de Malta)                     |
| Predefinição:Ribbon devices/alt | Ordem pro Merito Melitensi, Colar (Ordem de Malta)                                  |